# العلاقات الأسترالية الجيبوتية
العلاقات الأسترالية الجيبوتية هي العلاقات الثنائية التي تجمع بين أستراليا وجيبوتي.

## مقارنة بين البلدين
هذه مقارنة عامة ومرجعية للدولتين:
| وجه المقارنة                                              | أستراليا                                   | جيبوتي                    |
| --------------------------------------------------------- | ------------------------------------------ | ------------------------- |
| المساحة (كم2)                                             | 7.69 مليون                                 | 23.20 ألف                 |
| عدد السكان (نسمة)                                         | 24.51 مليون                                | 956.99 ألف                |
| الكثافة السكانية (ن./كم²)                                 | 3.19                                       | 41.25                     |
| العاصمة                                                   | كانبرا، ملبورن                             | جيبوتي                    |
| اللغة الرسمية                                             | لغة إنجليزية                               | لغة فرنسية، اللغة العربية |
| العملة                                                    | دولار أسترالي، جنيه إسترليني، جنيه أسترالي | فرنك جيبوتي               |
| الناتج المحلي الإجمالي (بليون دولار)                      | 1.32 تريليون                               | 1.84 مليار                |
| الناتج المحلي الإجمالي (تعادل القوة الشرائية) بليون دولار | 1.10 تريليون                               | 3.10 مليار                |
| الناتج المحلي الإجمالي الاسمي للفرد دولار أمريكي          | 56.31 ألف                                  | 1.95 ألف                  |
| الناتج المحلي الإجمالي للفرد دولار أمريكي                 | 45.92 ألف                                  | 3.27 ألف                  |
| مؤشر التنمية البشرية                                      | 0.939                                      | 0.470                     |
| رمز المكالمات الدولي                                      | +61                                        | +253                      |
| رمز الإنترنت                                              | .au                                        | .dj                       |
| المنطقة الزمنية                                           |                                            | ت ع م+03:00               |

## مدن متوأمة
في ما يلي قائمة باتفاقيات التوأمة بين مدن أسترالية وجيبوتية:
- ترتبط ناروجين مع علي صبيح باتفاقية توأمة.

## منظمات دولية مشتركة
يشترك البلدان في عضوية مجموعة من المنظمات الدولية، منها:
| علم المنظمة | اسم المنظمة                        | تاريخ انضمام أستراليا | تاريخ انضمام جيبوتي |
| ----------- | ---------------------------------- | --------------------- | ------------------- |
|             | يونسكو                             | 4 نوفمبر 1946         | 31 أغسطس 1989       |
|             | مؤسسة التمويل الدولية              | 20 يوليو 1956         | 1 أكتوبر 1980       |
|             | منظمة حظر الأسلحة الكيميائية       | ?                     | ?                   |
|             | مؤسسة التنمية الدولية              | 24 سبتمبر 1960        | 1 أكتوبر 1980       |
|             | منظمة التجارة العالمية             | ?                     | ?                   |
|             | وكالة ضمان الاستثمار متعدد الأطراف | 10 فبراير 1999        | 12 يناير 2007       |
|             | الاتحاد البريدي العالمي            | ?                     | ?                   |
|             | الاتحاد الدولي للاتصالات           | 27 مايو 1878          | 22 نوفمبر 1977      |
|             | منظمة الشرطة الجنائية الدولية      | ?                     | ?                   |
|             | الأمم المتحدة                      | 1 نوفمبر 1945         | 20 سبتمبر 1977      |
|             | البنك الدولي للإنشاء والتعمير      | 5 أغسطس 1947          | 1 أكتوبر 1980       |

## وصلات خارجية
- موقع وزارة الخارجية الأسترالية